# International Champions Cup 2016
Navigation
Édition précédente Édition suivante
L'International Champions Cup 2016 (ICC) est la quatrième édition du tournoi amical de pré-saison. Il débute à partir de la dernière semaine de juillet 2016,.
En décembre 2015, la Juventus, Tottenham Hotspur et Melbourne Victory ont été confirmés pour jouer dans la version australienne du tournoi. L'Atlético de Madrid a été confirmé comme la quatrième équipe au mois de mars. Melbourne Victory est la première équipe asiatique à disputer la compétition.
Le 5 février 2016, Manchester City a été annoncé une nouvelle fois comme participante au tournoi, dans l'édition chinoise. Manchester United et le Borussia Dortmund annonce leur participation à la compétition le 23 mars 2016.
En mars 2016, les organisateurs du tournoi déclarent que le FC Barcelone, le Bayern Munich, le Celtic FC, Chelsea FC, Liverpool FC, l'Inter Milan, le Milan AC, le Real Madrid, Leicester City et le Paris Saint-Germain participeront à l'édition américaine du tournoi.
Le 25 juillet 2016, le match entre Manchester City et Manchester United est annulé en raison des conditions météorologiques. Selon beIN Sports, le match ne sera pas reporté,.

## Participants

### International Champions Cup Australie
| Melbourne Victory | 6e en A-League 2015-2016 Huitième de finaliste de la Ligue des Champions de l'AFC 2016                                                                                       | AFC  | A-League       |
| Tottenham Hotspur | 3e en Premier League 2015-2016 Huitième de finaliste de la Ligue Europa 2015-2016                                                                                            | UEFA | Premier League |
| Juventus FC       | Champion de la Serie A 2015-2016 Vainqueur de la Coupe d'Italie 2015-2016 Vainqueur de la Supercoupe d'Italie 2015 Huitième de finaliste de la Ligue des Champions 2015-2016 | UEFA | Serie A        |
| Atlético Madrid   | 3e du Championnat d'Espagne de football 2015-2016 Quart de finaliste de la Copa del Rey 2015-2016 Finaliste de la Ligue des Champions 2015-2016                              | UEFA | Liga           |

### International Champions Cup Chine
| Manchester City   | 4e en Premier League 2015-2016 Huitième de finaliste de la FA Cup 2015-2016 Vainqueur de la Capital One Cup 2015-2016 Demi-finaliste de la Ligue des Champions 2015-2016                                                 | UEFA | Premier League |
| Manchester United | 5e en Premier League 2015-2016 Vainqueur de la FA Cup 2015-2016 Huitième de finaliste de la Capital One Cup 2015-2016 3e du groupe B en Ligue des Champions 2015-2016 Huitième de finaliste de la Ligue Europa 2015-2016 | UEFA | Premier League |
| Borussia Dortmund | 2e de la Bundesliga 2015-2016 Finaliste de la Coupe d'Allemagne 2015-2016 Quart de finaliste de Ligue Europa 2015-2016                                                                                                   | UEFA | Bundesliga     |

### International Champions Cup États-Unis et Europe
| Chelsea FC          | 10e en Premier League 2015-2016 Quart de finaliste de la FA Cup 2015-2016 Huitième de finaliste de la Capitale One Cup 2015-2016 Finaliste du Community Shield 2015 Huitième de finaliste de la Ligue des Champions 2015-2016                                                                   | UEFA | Premier League       |
| Leicester City      | Vainqueur de la Premier League 2015-2016 Trente-deuxième de finaliste de la League Cup 2015-2016 Huitième de finaliste de la Capitale One Cup 2015-2016 | UEFA | Premier League       |
| Liverpool FC        | 8e en Premier League 2015-2016 Seizième de finale de la FA Cup 2015-2016 Finaliste de la Capitale One Cup 2015-2016 Finaliste de la Ligue Europa 2015-2016 | UEFA | Premier League       |
| Paris Saint-Germain | Champion de la Ligue 1 2015-2016 Vainqueur de la Coupe de France 2015-2016 Vainqueur de la Coupe de la Ligue 2015-2016 Vainqueur du Trophée des Champions 2015-2016 Quart de finaliste de la Ligue des Champions 2015-2016 Vainqueur de l'International Champions Cup 2015 (édition américaine) | UEFA | Ligue 1              |
| Bayern Munich       | Vainqueur de la Bundesliga 2015-2016 Quart de finaliste de la Coupe d'Allemagne 2015-2016 Finaliste de la Super Coupe d'Allemagne 2015 Demi-finaliste de Ligue des Champions 2015-2016 | UEFA | Bundesliga           |
| Inter Milan         | 4e en Serie A 2015-2016 Demi-finaliste de la Coupe d'Italie 2015-2016 | UEFA | Serie A              |
| AC Milan            | 6e de Serie A 2015-2016 Finaliste de la Coupe d'Italie 2015-2016 | UEFA | Serie A              |
| Celtic FC           | Champion de la Scottish Premiership 2015-2016 Demi-finaliste de la Scottish Cup 2015-2016 Demi-finaliste de la Scottish League Cup 2015-2016 Barragiste de la Ligue des Champions 2015-2016 4e du Groupe A de la Ligue Europa 2015-2016                                                         | UEFA | Scottish Premiership |
| FC Barcelone        | Vainqueur du Championnat d'Espagne 2015-2016 Vainqueur de la Copa del Rey 2015-2016 Finaliste de la Supercoupe d'Espagne 2015 Quart de finaliste de Ligue des Champions 2015-2016 Vainqueur de la Supercoupe de l'UEFA 2015 Vainqueur de la Coupe du Monde des Clubs 2015                       | UEFA | La Liga              |
| Real Madrid         | 2e du Championnat d'Espagne 2015-2016 Seizième de finaliste de la Copa del Rey 2015-2016 Vainqueur de la Ligue des Champions 2015-2016 Vainqueur de l'International Champions Cup 2015 (édition Australie et Chine)                                                                             | UEFA | La Liga              |

## Stades

### International Champions Cup Australie
| \| Melbourne \| |
| Melbourne       |

| Melbourne |

### International Champions Cup Chine
| International Champions Cup Chine   | International Champions Cup Chine  | International Champions Cup Chine   | \| Guangzhou Shenzhen Shanghai \| |
| Guangzhou                           | Shenzhen                           | Shanghai                            | \| Guangzhou Shenzhen Shanghai \| |
| Tianhe Stadium                      | Main Stadium of Universiade Center | Shanghai Stadium                    | \| Guangzhou Shenzhen Shanghai \| |
|                                     |                                    |                                     | \| Guangzhou Shenzhen Shanghai \| |
| 23° 08′ 26,33″ N, 113° 19′ 09,58″ E | 22° 41′ 49,7″ N, 114° 12′ 43,9″ E  | 31° 11′ 00,61″ N, 121° 26′ 14,28″ E | \| Guangzhou Shenzhen Shanghai \| |
| Guangzhou Shenzhen Shanghai         |                                    |                                     |                                   |

### International Champions Cup États-Unis et Europe

#### International Champions Cup États-Unis
| International Champions Cup Amérique du Nord                                                        | International Champions Cup Amérique du Nord                                                              | International Champions Cup Amérique du Nord                                                              | International Champions Cup Amérique du Nord                                                              | International Champions Cup Amérique du Nord                                                              | International Champions Cup Amérique du Nord                                                              | International Champions Cup Amérique du Nord |
| Seattle                                                                                             | Chicago                                                                                                   | Toronto                                                                                                   | East Hartford                                                                                             | Santa Clara                                                                                               | San José                                                                                                  | Harrison                                     |
| --------------------------------------------------------------------------------------------------- | --- | --- | --- | --- | --- | -------------------------------------------- |
| CenturyLink Field                                                                                   | Soldier Field                                                                                             | BMO Field                                                                                                 | Rentschler Field                                                                                          | Levi's Stadium                                                                                            | Avaya Stadium                                                                                             | Red Bull Arena                               |
| | | | | | |                                              |
| 47° 35′ 42,72″ N, 122° 19′ 53,76″ O                                                                 | 41° 51′ 45″ N, 87° 37′ 00″ O                                                                              | 43° 37′ 58″ N, 79° 25′ 07″ O                                                                              | 41° 45′ 35″ N, 72° 37′ 08″ O                                                                              | 37° 24′ 10,8″ N, 121° 58′ 12″ O                                                                           | 37° 21′ 05″ N, 121° 55′ 30″ O                                                                             | 40° 44′ 12″ N, 74° 09′ 01″ O                 |
| Landover                                                                                            | \| Ann Arbor Carson Chicago Charlotte Columbus East Rutherford Eugene Minneapolis Pasadena Santa Clara \| | \| Ann Arbor Carson Chicago Charlotte Columbus East Rutherford Eugene Minneapolis Pasadena Santa Clara \| | \| Ann Arbor Carson Chicago Charlotte Columbus East Rutherford Eugene Minneapolis Pasadena Santa Clara \| | \| Ann Arbor Carson Chicago Charlotte Columbus East Rutherford Eugene Minneapolis Pasadena Santa Clara \| | \| Ann Arbor Carson Chicago Charlotte Columbus East Rutherford Eugene Minneapolis Pasadena Santa Clara \| | Mexico                                       |
| FedEx Field                                                                                         | \| Ann Arbor Carson Chicago Charlotte Columbus East Rutherford Eugene Minneapolis Pasadena Santa Clara \| | \| Ann Arbor Carson Chicago Charlotte Columbus East Rutherford Eugene Minneapolis Pasadena Santa Clara \| | \| Ann Arbor Carson Chicago Charlotte Columbus East Rutherford Eugene Minneapolis Pasadena Santa Clara \| | \| Ann Arbor Carson Chicago Charlotte Columbus East Rutherford Eugene Minneapolis Pasadena Santa Clara \| | \| Ann Arbor Carson Chicago Charlotte Columbus East Rutherford Eugene Minneapolis Pasadena Santa Clara \| | Stade Azteca                                 |
| | \| Ann Arbor Carson Chicago Charlotte Columbus East Rutherford Eugene Minneapolis Pasadena Santa Clara \| | \| Ann Arbor Carson Chicago Charlotte Columbus East Rutherford Eugene Minneapolis Pasadena Santa Clara \| | \| Ann Arbor Carson Chicago Charlotte Columbus East Rutherford Eugene Minneapolis Pasadena Santa Clara \| | \| Ann Arbor Carson Chicago Charlotte Columbus East Rutherford Eugene Minneapolis Pasadena Santa Clara \| | \| Ann Arbor Carson Chicago Charlotte Columbus East Rutherford Eugene Minneapolis Pasadena Santa Clara \| |                                              |
| 38° 54′ 28″ N, 78° 51′ 52″ O                                                                        | \| Ann Arbor Carson Chicago Charlotte Columbus East Rutherford Eugene Minneapolis Pasadena Santa Clara \| | \| Ann Arbor Carson Chicago Charlotte Columbus East Rutherford Eugene Minneapolis Pasadena Santa Clara \| | \| Ann Arbor Carson Chicago Charlotte Columbus East Rutherford Eugene Minneapolis Pasadena Santa Clara \| | \| Ann Arbor Carson Chicago Charlotte Columbus East Rutherford Eugene Minneapolis Pasadena Santa Clara \| | \| Ann Arbor Carson Chicago Charlotte Columbus East Rutherford Eugene Minneapolis Pasadena Santa Clara \| | 19° 18′ 10,48″ N, 99° 09′ 01,59″ O           |
| Charlotte                                                                                           | Pasadena                                                                                                  | Carson | | | |                                              |
| Bank of America Stadium                                                                             | Rose Bowl                                                                                                 | StubHub Center                                                                                            | | | |                                              |
| | | | | | |                                              |
| 35° 13′ 33″ N, 80° 51′ 10″ O                                                                        | 34° 09′ 41″ N, 118° 10′ 03″ O                                                                             | 33° 51′ 52″ N, 118° 15′ 40″ O                                                                             | | | |                                              |
| Ann Arbor Carson Chicago Charlotte Columbus East Rutherford Eugene Minneapolis Pasadena Santa Clara | | | | | |                                              |

#### International Champions Cup Europe
| Celtic Park                                     | Aviva Stadium                 | Friends Arena                | Wembley Stadium             | Stamford Bridge             | Stade Artemio-Franchi              |
| Capacité: 60,411                                | Capacité: 51,700              | Capacité: 50,653             | Capacité: 90,000            | Capacité: 41,000            | Capacité: 47,000                   |
|                                                 |                               |                              |                             |                             |                                    |
| 55° 50′ 58,96″ N, 4° 12′ 20,12″ O               | 53° 20′ 06,5″ N, 6° 13′ 42″ O | 59° 22′ 21″ N, 18° 00′ 00″ E | 51° 33′ 21″ N, 0° 16′ 47″ O | 51° 28′ 54″ N, 0° 11′ 28″ O | 43° 46′ 50,96″ N, 11° 16′ 56,13″ E |
| \| Florence Londres Stockholm Dublin Glasgow \| |                               |                              |                             |                             |                                    |
| Florence Londres Stockholm Dublin Glasgow       |                               |                              |                             |                             |                                    |

## Format
Dans le cadre de cette compétition, il ne peut y avoir de match nul. Ainsi, si à la fin du temps réglementaire, les deux équipes sont à égalité, il n'y a pas de prolongation mais une séance de tirs au but pour désigner le vainqueur du match.
Lors des tournois, les points pour le classement sont attribués de la sorte :
- victoire avant la fin du temps réglementaire : 3 pts
- victoire aux tirs au but : 2 pts
- défaite aux tirs au but : 1 pt
- défaite avant la fin du temps réglementaire : 0 pt.

Les 1er de chaque classement gagne un trophée.
En cas d'égalité de points entre deux équipes, la différence particulière, la différence de but générale et le nombre de buts marqués sont les critères de départage.

## Matchs

### International Champions Cup Australie

#### Classement
| Rang | Équipe            | Pts | J | G | Gt | Pt | P | Bp | Bc | Diff |
| ---- | ----------------- | --- | - | - | -- | -- | - | -- | -- | ---- |
| 1    | Juventus FC       | 4   | 2 | 1 | 0  | 1  | 0 | 3  | 2  | +1   |
| 2    | Atlético Madrid   | 3   | 1 | 0 | 0  | 0  | 0 | 1  | 0  | +1   |
| 3    | Melbourne Victory | 2   | 1 | 0 | 1  | 0  | 0 | 1  | 1  | 0    |
| 4    | Tottenham Hotspur | 0   | 2 | 0 | 0  | 0  | 2 | 1  | 3  | -2   |

- La Juventus remporte l'édition Australie.

#### Résultats
| 23 juillet 2016 | Melbourne Victory                            | 1 - 1             | Juventus FC                                  | Melbourne Cricket Ground, Melbourne                                      |                                                                          |
| 11:00 HEC       | Ingham 83e                                   | (0 - 0)           | 58e Blanco                                   | Spectateurs : 23 174 Diffuseur : beIN Sports Arbitrage : Hiroyuki Kimura | Spectateurs : 23 174 Diffuseur : beIN Sports Arbitrage : Hiroyuki Kimura |
| 11:00 HEC       | Rapport                                      |                   |                                              | Spectateurs : 23 174 Diffuseur : beIN Sports Arbitrage : Hiroyuki Kimura | Spectateurs : 23 174 Diffuseur : beIN Sports Arbitrage : Hiroyuki Kimura |
| 11:00 HEC       | Valeri · Ingham · Baró · Galloway · Pasquali | Tirs au but 4 - 3 | Marrone · Vitale · Macek · Rosseti · Padovan | Spectateurs : 23 174 Diffuseur : beIN Sports Arbitrage : Hiroyuki Kimura | Spectateurs : 23 174 Diffuseur : beIN Sports Arbitrage : Hiroyuki Kimura |

| 26 juillet 2016 | Juventus FC             | 2 - 1   | Tottenham Hotspur | Melbourne Cricket Ground, Melbourne                                   |                                                                       |
| 20h00           | Dybala 7e · Benatia 15e | (2 - 0) | 67e Lamela        | Spectateurs : 31 447 Diffuseur : beIN Sports Arbitrage : Ben Williams | Spectateurs : 31 447 Diffuseur : beIN Sports Arbitrage : Ben Williams |
| 20h00           | Rapport                 |         |                   | Spectateurs : 31 447 Diffuseur : beIN Sports Arbitrage : Ben Williams | Spectateurs : 31 447 Diffuseur : beIN Sports Arbitrage : Ben Williams |

| 29 juillet 2016 | Tottenham Hotspur | 0 - 1   | Atlético Madrid | Melbourne Cricket Ground, Melbourne                                     |                                                                         |
| 20h00           |                   | (0 - 1) | 40e Godín       | Spectateurs : 42 107 Diffuseur : beIN Sports Arbitrage : Jarred Gillett | Spectateurs : 42 107 Diffuseur : beIN Sports Arbitrage : Jarred Gillett |
| 20h00           | Rapport           |         |                 | Spectateurs : 42 107 Diffuseur : beIN Sports Arbitrage : Jarred Gillett | Spectateurs : 42 107 Diffuseur : beIN Sports Arbitrage : Jarred Gillett |

### International Champions Cup Chine

#### Classement
| Rang | Équipe            | Pts | J | G | Gt | Pt | P | Bp | Bc | Diff |
| ---- | ----------------- | --- | - | - | -- | -- | - | -- | -- | ---- |
| 1    | Borussia Dortmund | 4   | 2 | 1 | 0  | 1  | 0 | 5  | 2  | +3   |
| 2    | Manchester City   | 2   | 1 | 0 | 1  | 0  | 0 | 1  | 1  | 0    |
| 3    | Manchester United | 0   | 1 | 0 | 0  | 0  | 1 | 1  | 4  | -3   |

- Il n'y a pas de vainqueur à ce tournoi à la suite du match entre Manchester City et Manchester United annulé[7].

#### Résultats
| 22 juillet 2016 | Manchester United | 1 - 4   | Borussia Dortmund                                    | Shanghai Stadium, Shanghai                                       |                                                                  |
| 20h00           | Mkhitaryan 59e    | (0 – 2) | 19e 86e Castro · 36e (pen.) Aubameyang · 57e Dembélé | Spectateurs : 38 285 Diffuseur : beIN Sports Arbitrage : Wang Di | Spectateurs : 38 285 Diffuseur : beIN Sports Arbitrage : Wang Di |
| 20h00           | Rapport           |         |                                                      | Spectateurs : 38 285 Diffuseur : beIN Sports Arbitrage : Wang Di | Spectateurs : 38 285 Diffuseur : beIN Sports Arbitrage : Wang Di |

| 25 juillet 2016 | Manchester City | Annulé | Manchester United | National Stadium, Pékin |                         |
| 20h00           |                 |        |                   | Diffuseur : beIN Sports | Diffuseur : beIN Sports |

| 28 juillet 2016 | Borussia Dortmund                                                       | 1 - 1             | Manchester City                                                                   | Main Stadium of Universiade Center, Shenzhen |                                             |
| 19h30           | Pulisic 90+6e                                                           | (0 - 0)           | 79e Agüero                                                                        | Diffuseur : beIN Sports Arbitrage : Fu Ming  | Diffuseur : beIN Sports Arbitrage : Fu Ming |
| 19h30           | Rapport                                                                 |                   |                                                                                   | Diffuseur : beIN Sports Arbitrage : Fu Ming  | Diffuseur : beIN Sports Arbitrage : Fu Ming |
| 19h30           | Passlack · Kagawa · Castro · Burnic · Pulisic · Hober · Larsen · Merino | Tirs au but 5 - 6 | García · Adarabioyo · Fernandinho · Silva · Agüero · Nolito · Sterling · Angelino | Diffuseur : beIN Sports Arbitrage : Fu Ming  | Diffuseur : beIN Sports Arbitrage : Fu Ming |

### International Champions États-Unis et Europe

#### Classement
| Rang | Équipe              | Pts | J | G | Gt | Pt | P | Bp | Bc | Diff |
| ---- | ------------------- | --- | - | - | -- | -- | - | -- | -- | ---- |
| 1    | Paris Saint-Germain | 9   | 3 | 3 | 0  | 0  | 0 | 10 | 2  | +8   |
| 2    | Liverpool FC        | 6   | 3 | 2 | 0  | 0  | 1 | 6  | 1  | +5   |
| 3    | Chelsea FC          | 6   | 3 | 2 | 0  | 0  | 1 | 6  | 4  | +2   |
| 4    | FC Barcelone        | 6   | 3 | 2 | 0  | 0  | 1 | 7  | 7  | 0    |
| 5    | Real Madrid         | 6   | 3 | 2 | 0  | 0  | 1 | 5  | 5  | 0    |
| 6    | Bayern Munich       | 4   | 3 | 1 | 0  | 1  | 1 | 7  | 5  | +2   |
| 7    | Inter Milan         | 3   | 3 | 1 | 0  | 0  | 2 | 4  | 7  | -3   |
| 8    | AC Milan            | 2   | 3 | 0 | 1  | 0  | 2 | 4  | 8  | -4   |
| 9    | Leicester City      | 2   | 3 | 0 | 1  | 0  | 2 | 3  | 9  | -6   |
| 10   | Celtic FC           | 1   | 3 | 0 | 0  | 1  | 2 | 2  | 6  | -4   |

- Le Paris Saint-Germain remporte l'édition États-Unis et Europe.

#### Résultats
| 23 juillet 2016 | Celtic FC                                                  | 1 - 1             | Leicester City                                                 | Celtic Park, Glasgow                                                 |                                                                      |
| 17h30           | O'Connell 59e                                              | (0 - 0)           | 46e Mahrez                                                     | Spectateurs : 32 658 Diffuseur : beIN Sports Arbitrage : John Beaton | Spectateurs : 32 658 Diffuseur : beIN Sports Arbitrage : John Beaton |
| 17h30           | Rapport                                                    |                   |                                                                | Spectateurs : 32 658 Diffuseur : beIN Sports Arbitrage : John Beaton | Spectateurs : 32 658 Diffuseur : beIN Sports Arbitrage : John Beaton |
| 17h30           | Çiftçi · Johansen · Allan · O'Connell · Christie · Forrest | Tirs au but 5 - 6 | Fuchs · Wasilewski · Drinkwater · Chilwell · Okazaki · Amartey | Spectateurs : 32 658 Diffuseur : beIN Sports Arbitrage : John Beaton | Spectateurs : 32 658 Diffuseur : beIN Sports Arbitrage : John Beaton |

| 24 juillet 2016 | Inter Milan        | 1 - 3   | Paris Saint-Germain          | Autzen Stadium, Eugene, Oregon                                        |                                                                       |
| 14h00           | Jovetić 45e (pen.) | (1 - 1) | 14e 87e Aurier · 61e Kurzawa | Spectateurs : 24 147 Diffuseur : beIN Sports Arbitrage : Jair Marrufo | Spectateurs : 24 147 Diffuseur : beIN Sports Arbitrage : Jair Marrufo |
| 14h00           | Rapport            |         |                              | Spectateurs : 24 147 Diffuseur : beIN Sports Arbitrage : Jair Marrufo | Spectateurs : 24 147 Diffuseur : beIN Sports Arbitrage : Jair Marrufo |

| 27 juillet 2016 | Real Madrid        | 1 - 3   | Paris Saint-Germain        | Ohio Stadium, Columbus, Ohio                                          |                                                                       |
| 19h30           | Marcelo 44e (pen.) | (1 - 3) | 2e Ikoné · 35e 40e Meunier | Spectateurs : 86 641 Diffuseur : beIN Sports Arbitrage : Jair Marrufo | Spectateurs : 86 641 Diffuseur : beIN Sports Arbitrage : Jair Marrufo |
| 19h30           | Rapport            |         |                            | Spectateurs : 86 641 Diffuseur : beIN Sports Arbitrage : Jair Marrufo | Spectateurs : 86 641 Diffuseur : beIN Sports Arbitrage : Jair Marrufo |

| 27 juillet 2016 | Bayern Munich                     | 3 - 3             | AC Milan                                        | Soldier Field, Chicago, Illinois                                     |                                                                      |
| 20h30           | Ribéry 29e 90e (pen.) · Alaba 38e | (2 - 1)           | 23e Niang · 49e Bertolacci · 61e Kucka          | Spectateurs : 44 826 Diffuseur : beIN Sports Arbitrage : Mark Geiger | Spectateurs : 44 826 Diffuseur : beIN Sports Arbitrage : Mark Geiger |
| 20h30           | Rapport                           |                   |                                                 | Spectateurs : 44 826 Diffuseur : beIN Sports Arbitrage : Mark Geiger | Spectateurs : 44 826 Diffuseur : beIN Sports Arbitrage : Mark Geiger |
| 20h30           | Lahm · Alaba · Bernat · Rafinha   | Tirs au but 3 - 5 | Honda · Matri · Kucka · Romagnoli · Bonaventura | Spectateurs : 44 826 Diffuseur : beIN Sports Arbitrage : Mark Geiger | Spectateurs : 44 826 Diffuseur : beIN Sports Arbitrage : Mark Geiger |

| 27 juillet 2016 | Chelsea FC | 1 - 0   | Liverpool FC | Rose Bowl, Pasadena, Californie                                           |                                                                           |
| 20h35           | Cahill 10e | (1 - 0) |              | Spectateurs : 53 117 Diffuseur : beIN Sports Arbitrage : Baldomero Toledo | Spectateurs : 53 117 Diffuseur : beIN Sports Arbitrage : Baldomero Toledo |
| 20h35           | Rapport    |         |              | Spectateurs : 53 117 Diffuseur : beIN Sports Arbitrage : Baldomero Toledo | Spectateurs : 53 117 Diffuseur : beIN Sports Arbitrage : Baldomero Toledo |

| 30 juillet 2016 | FC Barcelone                                   | 3 - 1   | Celtic FC     | Aviva Stadium, Dublin                                               |                                                                     |
| 18h00           | Turan 11e · Ambrose 31e (csc) · El Haddadi 41e | (3 - 1) | 29e Griffiths | Spectateurs : 47 900 Diffuseur : beIN Sports Arbitrage : Neil Doyle | Spectateurs : 47 900 Diffuseur : beIN Sports Arbitrage : Neil Doyle |
| 18h00           | Rapport                                        |         |               | Spectateurs : 47 900 Diffuseur : beIN Sports Arbitrage : Neil Doyle | Spectateurs : 47 900 Diffuseur : beIN Sports Arbitrage : Neil Doyle |

| 30 juillet 2016 | Real Madrid                | 3 - 2   | Chelsea FC       | Michigan Stadium, Ann Arbor, Michigan                                      |                                                                            |
| 15h00           | Marcelo 19e 26e · Díaz 37e | (3 - 0) | 80e 90+1e Hazard | Spectateurs : 105 826 Diffuseur : beIN Sports Arbitrage : Younes Marrakchi | Spectateurs : 105 826 Diffuseur : beIN Sports Arbitrage : Younes Marrakchi |
| 15h00           | Rapport                    |         |                  | Spectateurs : 105 826 Diffuseur : beIN Sports Arbitrage : Younes Marrakchi | Spectateurs : 105 826 Diffuseur : beIN Sports Arbitrage : Younes Marrakchi |

| 30 juillet 2016 | Inter Milan | 1 - 4   | Bayern Munich                 | Bank of America Stadium, Charlotte, Caroline du Nord                   |                                                                        |
| 17h00           | Icardi 90e  | (0 - 4) | 7e 30e 35e Green · 13e Ribéry | Spectateurs : 53 629 Diffuseur : beIN Sports Arbitrage : Mark Kadlecik | Spectateurs : 53 629 Diffuseur : beIN Sports Arbitrage : Mark Kadlecik |
| 17h00           | Rapport     |         |                               | Spectateurs : 53 629 Diffuseur : beIN Sports Arbitrage : Mark Kadlecik | Spectateurs : 53 629 Diffuseur : beIN Sports Arbitrage : Mark Kadlecik |

| 30 juillet 2016 | Liverpool FC            | 2 - 0   | AC Milan | Levi's Stadium, Santa Clara, Californie         |                                                 |
| 19h00           | Origi 59e · Firmino 73e | (0 - 0) |          | Diffuseur : beIN Sports Arbitrage : Kevin Stott | Diffuseur : beIN Sports Arbitrage : Kevin Stott |
| 19h00           | Rapport                 |         |          | Diffuseur : beIN Sports Arbitrage : Kevin Stott | Diffuseur : beIN Sports Arbitrage : Kevin Stott |

| 3 août 2016 | FC Barcelone                                                 | 4 - 2   | Leicester City     | Friends Arena, Stockholm                                                      |                                                                               |
| 20h00       | Munir El Haddadi 26e 45e · Luis Suárez 34e · Rafa Mujica 84e | (3 - 0) | 47e 66e Ahmed Musa | Spectateurs : 42 879 Diffuseur : beIN Sports Arbitrage : Martin Strömbergsson | Spectateurs : 42 879 Diffuseur : beIN Sports Arbitrage : Martin Strömbergsson |
| 20h00       | Rapport                                                      |         |                    | Spectateurs : 42 879 Diffuseur : beIN Sports Arbitrage : Martin Strömbergsson | Spectateurs : 42 879 Diffuseur : beIN Sports Arbitrage : Martin Strömbergsson |

| 3 août 2016 | Bayern Munich | 0 - 1   | Real Madrid | MetLife Stadium, East Rutherford, New Jersey      |                                                   |
| 19h30       |               | (0 - 0) | 79e Danilo  | Diffuseur : beIN Sports Arbitrage : Jaime Herrera | Diffuseur : beIN Sports Arbitrage : Jaime Herrera |
| 19h30       | Rapport       |         |             | Diffuseur : beIN Sports Arbitrage : Jaime Herrera | Diffuseur : beIN Sports Arbitrage : Jaime Herrera |

| 3 août 2016 | AC Milan        | 1 - 3   | Chelsea FC                 | U.S. Bank Stadium, Minneapolis, Minnesota           |                                                     |
| 20h00       | Bonaventura 38e | (1 - 1) | 24e Traoré · 70e 87e Oscar | Diffuseur : beIN Sports Arbitrage : Edvin Juresevic | Diffuseur : beIN Sports Arbitrage : Edvin Juresevic |
| 20h00       | Rapport         |         |                            | Diffuseur : beIN Sports Arbitrage : Edvin Juresevic | Diffuseur : beIN Sports Arbitrage : Edvin Juresevic |

| 6 août 2016 | Liverpool FC                                               | 4 - 0   | FC Barcelone | Wembley Stadium, Londres                                                 |                                                                          |
| 17h00       | Mané 15e · Mascherano 47e (csc) · Origi 48e · Grujić 90+3e | (1 - 0) |              | Spectateurs : 89 845 Diffuseur : beIN Sports Arbitrage : Martin Atkinson | Spectateurs : 89 845 Diffuseur : beIN Sports Arbitrage : Martin Atkinson |
| 17h00       | Rapport                                                    |         |              | Spectateurs : 89 845 Diffuseur : beIN Sports Arbitrage : Martin Atkinson | Spectateurs : 89 845 Diffuseur : beIN Sports Arbitrage : Martin Atkinson |

| 13 août 2016 | Inter Milan               | 2 - 0   | Celtic FC | Thomond Park, Limerick                                                   |                                                                          |
| 14h00        | Éder 45+1e · Candreva 71e | (1 - 0) |           | Spectateurs : 12 873 Diffuseur : beIN Sports Arbitrage : Paul Mclaughlin | Spectateurs : 12 873 Diffuseur : beIN Sports Arbitrage : Paul Mclaughlin |
| 14h00        | Rapport                   |         |           | Spectateurs : 12 873 Diffuseur : beIN Sports Arbitrage : Paul Mclaughlin | Spectateurs : 12 873 Diffuseur : beIN Sports Arbitrage : Paul Mclaughlin |

## Classements annexes

### Classement des buteurs
| Rang | Buteur                    | Club                | Buts |
| ---- | ------------------------- | ------------------- | ---- |
| 1    | Franck Ribéry             | Bayern Munich       | 3    |
| 1    | Julian Green              | Bayern Munich       | 3    |
| 1    | Marcelo                   | Real Madrid         | 3    |
| 4    | Serge Aurier              | Paris Saint-Germain | 2    |
| 4    | Thomas Meunier            | Paris Saint-Germain | 2    |
| 4    | Jonathan Ikoné            | Paris Saint-Germain | 2    |
| 4    | Gonzalo Castro            | Borussia Dortmund   | 2    |
| 4    | Munir El-Haddadi          | FC Barcelone        | 2    |
| 4    | Eden Hazard               | Chelsea FC          | 2    |
| 4    | Oscar                     | Chelsea FC          | 2    |
| 4    | Divock Origi              | Liverpool FC        | 2    |
| 4    | Ahmed Musa                | Leicester City      | 2    |
| 12   | Layvin Kurzawa            | Paris Saint-Germain | 1    |
| 12   | Odsonne Edouard           | Paris Saint-Germain | 1    |
| 12   | Edinson Cavani            | Paris Saint-Germain | 1    |
| 12   | Lucas                     | Paris Saint-Germain | 1    |
| 12   | Pierre-Emerick Aubameyang | Borussia Dortmund   | 1    |
| 12   | Ousmane Dembélé           | Borussia Dortmund   | 1    |
| 12   | Christian Pulisic         | Borussia Dortmund   | 1    |
| 12   | David Alaba               | Bayern Munich       | 1    |
| 12   | Carlos Blanco             | Juventus FC         | 1    |
| 12   | Paulo Dybala              | Juventus FC         | 1    |
| 12   | Mehdi Benatia             | Juventus FC         | 1    |
| 12   | M'Baye Niang              | AC Milan            | 1    |
| 12   | Juraj Kucha               | AC Milan            | 1    |
| 12   | Andrea Bertolacci         | AC Milan            | 1    |
| 12   | Giacomo Bonaventura       | AC Milan            | 1    |
| 12   | Stevan Jovetić            | Inter Milan         | 1    |
| 12   | Mauro Icardi              | Inter Milan         | 1    |
| 12   | Éder Martins              | Inter Milan         | 1    |
| 12   | Antonio Candreva          | Inter Milan         | 1    |
| 12   | Roberto Firmino           | Liverpool FC        | 1    |
| 12   | Marko Grujić              | Liverpool FC        | 1    |
| 12   | Sadio Mané                | Liverpool FC        | 1    |
| 12   | Gary Cahill               | Chelsea FC          | 1    |
| 12   | Bertrand Traoré           | Chelsea FC          | 1    |
| 12   | Henrikh Mkhitaryan        | Manchester United   | 1    |
| 12   | Riyad Mahrez              | Leicester City      | 1    |
| 12   | Erik Lamela               | Tottenham           | 1    |
| 12   | Sergio Agüero             | Manchester City     | 1    |
| 12   | Arda Turan                | FC Barcelone        | 1    |
| 12   | Luis Suárez               | FC Barcelone        | 1    |
| 12   | Rafa Mujica               | FC Barcelone        | 1    |
| 12   | Diego Godìn               | Atlético de Madrid  | 1    |
| 12   | Mariano                   | Real Madrid         | 1    |
| 12   | Danilo                    | Real Madrid         | 1    |
| 12   | Jai Ingham (en)           | Melbourne Victory   | 1    |
| 12   | Eoghan O'Connell          | Celtic FC           | 1    |
| 12   | Leigh Griffits            | Celtic FC           | 1    |

### Classement des passeurs
| Rang | Passeur             | Club                | Assists |
| ---- | ------------------- | ------------------- | ------- |
| 1    | David Alaba         | Bayern Munich       | 2       |
| 1    | Marco Asensio       | Real Madrid         | 2       |
| 3    | Alec Georgen        | Paris Saint-Germain | 1       |
| 3    | Lorenzo Callegari   | Paris Saint-Germain | 1       |
| 3    | Maxwell             | Paris Saint-Germain | 1       |
| 3    | Thomas Meunier      | Paris Saint-Germain | 1       |
| 3    | Philipp Lahm        | Bayern Munich       | 1       |
| 3    | Franck Ribéry       | Bayern Munich       | 1       |
| 3    | Rafinha             | Bayern Munich       | 1       |
| 3    | Fabian Benko        | Bayern Munich       | 1       |
| 3    | Moritz Leinter      | Borussia Dortmund   | 1       |
| 3    | Sebastian Rode      | Borussia Dortmund   | 1       |
| 3    | Shinji Kagawa       | Borussia Dortmund   | 1       |
| 3    | Cesc Fabregas       | Chelsea FC          | 1       |
| 3    | Michy Batshuayi     | Chelsea FC          | 1       |
| 3    | Nathaniel Chalobah  | Chelsea FC          | 1       |
| 3    | Juan Cuadrado       | Chelsea FC          | 1       |
| 3    | Alberto Moreno      | Liverpool FC        | 1       |
| 3    | Lazar Markovic      | Liverpool FC        | 1       |
| 3    | Kevin Stewart       | Liverpool FC        | 1       |
| 3    | Adam Lallana        | Liverpool FC        | 1       |
| 3    | Leonardo Ulloa      | Leicester City      | 1       |
| 3    | Jeffrey Schlupp     | Leicester City      | 1       |
| 3    | Shinji Okazaki      | Leicester City      | 1       |
| 3    | Shayon Harrison     | Tottenham           | 1       |
| 3    | Juan Mata           | Manchester United   | 1       |
| 3    | David Silva         | Manchester City     | 1       |
| 3    | Luis Suárez         | FC Barcelone        | 1       |
| 3    | Aleix Vidal         | FC Barcelone        | 1       |
| 3    | Lionel Messi        | FC Barcelone        | 1       |
| 3    | Alejandro Carbonell | FC Barcelone        | 1       |
| 3    | Marcelo             | Real Madrid         | 1       |
| 3    | Martin Ødegaard     | Real Madrid         | 1       |
| 3    | Miralem Pjanic      | Juventus FC         | 1       |
| 3    | Roberto Pereyra     | Juventus FC         | 1       |
| 3    | Mauro Icardi        | Inter Milan         | 1       |
| 3    | Ivan Perišić        | Inter Milan         | 1       |
| 3    | M'Baye Niang        | AC Milan            | 1       |
| 3    | George Howard (en)  | Melbourne Victory   | 1       |